# Magda Simó i Beltran
Magda Simó i Beltran   (la Jana, 1981) és una periodista i escriptora valenciana.

## Biografia
Es va llicenciar en periodisme per la Universitat Autònoma de Barcelona. Posteriorment va estudiar un màster de comunicació empresarial i institucional (UAB) i un altre postgrau en protocol i organització d'esdeveniments a la Universitat de Barcelona. S'ha especialitzat en comunicació cultural i ha desenvolupat aquesta feina tant al sector privat com a institucions públiques i altres organitzacions.
És cocreadora del digital cultural A cau de lletra i ha portat a terme la secció del mateix títol al programa Les Notícies del Matí de la ràdio pública valenciana À Punt. Escriu habitualment a la revista Lletraferit, tant en la versió digital com impresa. Al desembre del 2024 va guanyar el VII Premi Lletraferit de Novel·la amb 'És naufragi', la seua primera novel·la, que va publicar Llibres de la Drassana al març de 2025. El juliol de 2025 la Fundació Bromera ha publicat la seva novel·la curta Com la neu quan cau, en la campanya Llegir en valencià.

## Obra publicada
- És naufragi. Llibres de la Drassana. València, 2025. Novel·la. ISBN 978-84-129712-0-0
- Com la neu quan cau. Fundació Bromera. València, 2025. Novel·la.